# 杉沢毛伊子
杉沢 毛伊子（すぎさわ けいこ、1985年11月7日 - ）は、静岡県富士市出身の女子競輪選手。日本競輪選手会静岡支部所属、ホームバンクは静岡競輪場。日本競輪学校（当時。以下、競輪学校）第104期生。師匠は望月永悟（77期）。

## 来歴
沼津市立沼津高等学校時代、2004年の全国高等学校総合体育大会バスケットボール競技大会（インターハイ）に出場。その後、和洋女子大学に進学し、同校でもバスケットボール選手として活動していたが、大学4年時に右足前十字靱帯断裂という大怪我を負ったため、以後の競技活動について断念せざるを得なくなった。
大学卒業後は一般企業に就職するも、地元の静岡のスポーツトレーナーとして県内のジムに転職した。大学時代に通ったジムにプロ競輪選手が多く来ており、2012年から女子競輪（ガールズケイリン）が復活するという話も耳にしたことから、ジムの客でもあった望月永悟を紹介してもらい、競輪学校第104回生入学試験を受験することになった。
2011年12月16日、同校104回生入学試験に合格。
2013年3月29日、競輪学校を卒業。在校競走成績は第7位（9勝）。
2013年5月10日、京王閣競輪場でデビューし7着。初勝利は同年5月12日の同場で挙げた。同年12月3日、松山競輪場で初優勝。
SNSなどは一度やめていたが、2025年、noteを始める。同年8月6日、西武園FIで自身初の完全優勝。優勝自体が2015年5月30日の取手FII以来で、自身10年ぶり3回目の優勝であった。